# Heinkel He 219
Heinkel He 219 Uhu (výr) byl německý noční stíhací letoun, který v pozdních letech druhé světové války sloužil v Luftwaffe. Požadavek na zdokonalený noční stíhač byl dán roku 1942 a letoun He 219 byl výsledkem programu. Šlo o poměrně důmyslný letoun; některé úvahy říkají, že kdyby byl He 219 zaváděn ve větších počtech, mohl by mít významný vliv na nálety Royal Air Force. Nicméně těchto letounů sloužil malý počet, takže až tak významný vliv na válku neměly. Letoun měl smůlu hlavně kvůli politickým zásahům na říšském ministerstvu, kde byl odmítán jako složitý risk. Nakonec se do služby přece jen dostal a v prvních dnech si na konto připsal několik sestřelů, mezi nimi bylo i několik do té doby nedostižných Mosquit.

## Vznik a vývoj
Firma Heinkel AG byla jednou z největších a nejzkušenějších leteckých firem v produkci bojových letadel v Německu. V polovině roku 1940 v hlavní kanceláři v Rostocku bylo vytvořeno několik projektů z nichž jeden byl Projekt 1064. Byl to multifunkční stíhač, útočné, průzkumné a dokonce i torpédové letadlo. Zahrnovalo mnoho nových zlepšení, jako např. přetlakovou kabinu s tandemovým sezením ve tvaru hadí hlavy, hornoplošné uspořádání, motory podvěšené pod křídly ve velkých krytech, které také ukrývaly podvozek; dvojité ocasní plochy a dálkově ovládané střelecké lafety pro vlastní obranu.
Design přesně odpovídal potřebám Luftwaffe, ale úřad pro dlouhodobé plánování Luftwaffe podezřele nejevil zájem. Projekt 1064 byl přijat negativně, protože se zdál být příliš inovativní. Moderní „americký“ styl příďového tříkolového podvozku zatahování do přední části trupu byl nenáviděn[zdroj?] a Heinkel měl dokonce troufalost vybrat pro projekt motor Daimler-Benz DB 603, velkou a silnou pohonnou jednotku, která, stejně jako celý jeho projekt, vůbec nebyla oficiálně vyžádaná, proto nad ním visel "mrak". Projekt 1064 byl odložen a upadl do zapomnění.
Vedouce osamělý boj o vybudování životně důležité armády nočních stíhačů Luftwaffe byl pod velkým tlakem generál nočních stíhačů Josef Kammhuber. Soustavně selhával ve své snaze získat skutečnou noční stíhačku určenou přímo pro tento účel, ale nakonec se mu podařilo vyjednat rozhovor s Hitlerem. Místnost opustil s plnou mocí odůvodňujícími ho vetovat rozhodnutí svých protivníků a výsledkem v říjnu 1941 bylo podepsání vývojového kontraktu na projekt 1064 jako Heinkel He 219. V únoru 1942 začali konstrukční práce a první prototyp He 219 V1 byl zalétán 15. listopadu 1942. Kammhuber byl oslněn potenciálem tohoto designu během své návštěvy Rostocku a považoval ho za noční stíhačku přesně podle svých kritérií. Ve stejné době získal Focke-Wulf kontrakt na noční stíhač, kterým byl Ta 154, nazvaný „Moskito“ s dřevěnou konstrukcí, ale nikdy nedosáhl většího rozšíření ve výzbroji Luftwaffe.

## Konstrukce

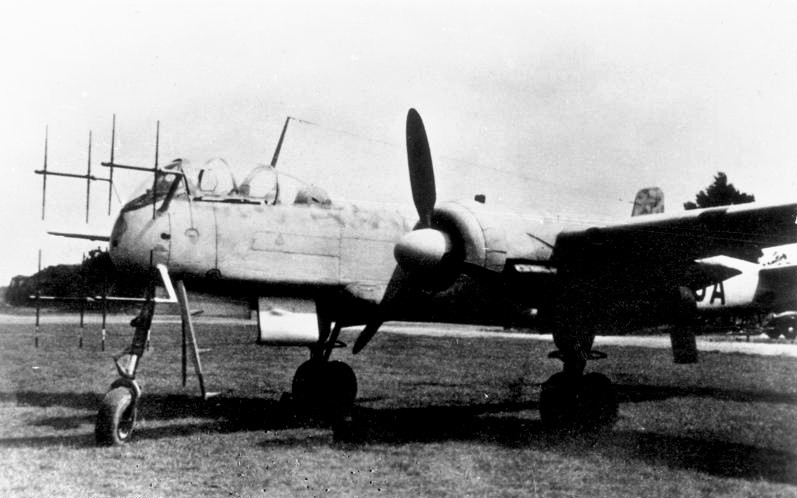
He 219 s radarem Lichtenstein

V originálním Heinkelově designu byly vykonány jen drobné změny, přičemž si zachoval své lafety s kanóny 13 mm (0.51 in) MG 131 nad a za zadní částí trupu a také nosnost 2000 kg pum. Přední palebnou sféru zajišťovaly dva 15mm kanóny MG 151 zabudované v kořenech křídel a dva 20mm kanóny MG 151/20 nebo jeden těžký kanón ráže 30 mm MK 103 ve ventrální části. Základní prototyp byl účinný stroj se silnými klapkami se sloty. Do kokpitu se vstupovalo po zatahovacím žebříku a pilot a operátor radaru seděli otočení zády k sobě. Kokpit byl bohatě zasklený a poskytoval vynikající rozhled na všechny strany. Kulomet MG 131 ráže 13 mm poskytoval ochranu zadní polosféry. Ve středu trupu byly tři nádrže s objemem 2 600 litrů. Kvůli předpokládaným vysokým rychlostem dostal letoun vystřelovací sedadla.
Prototyp He 219 V1 se poprvé vznesl 15. listopadu 1942 a předvedl vynikající ovladatelnost a výkon. Jediným problémem zůstala boční stabilita, tento problém byl odstraněn na třetím prototypu zvětšením ocasních ploch a prodloužením trupu. Pak začal komplexní proces experimentování s výzbrojí a výbavou. Už během války RLM požadovalo, aby paleta typů byla zjednodušená, protože prototypy létaly s 29 různými druhy výzbroje. Kvůli opakovaným náletům na Rostock v březnu a dubnu 1942, které prakticky zničily všechny nákresy He 219, přemístili výrobu do Schwechatu u Vídně, trupy byly dodávány z továrny Mielec v Polsku. Opozice vedená polním maršálem Erhardem Milchem opakovaně zdržovala jakoukoliv výrobu letadla, které leckterý nestranný pozorovatel musel považovat za vynikající letadlo.
V srpnu 1942 Kammhuber urgoval Heinkela, aby myslel na to, že do 1. dubna 1943 má být letka vybavena těmito letadly, ale v té době bylo dokončeno zatím jen 5 prototypů. V prvním týdnu roku 1943 se třetí prototyp He 219 zúčastnil simulovaného souboje s Junkers Ju 188 (typem, který Erhard Milch favorizoval jako novou noční stíhačku), který vedl ke zcela zkreslení hodnocení RLM, který zdůrazňoval všechny nedostatky He 219 a vynechal nadšené hodnocení testovacích pilotů. Byla dokonce navržena alternativa v podobě stíhačky Messerschmitt Bf 110 na pozici nočního stíhače. Avšak přesto Heinkel dostal objednávku na výrobu 127 kusů He 219.

## Nasazení

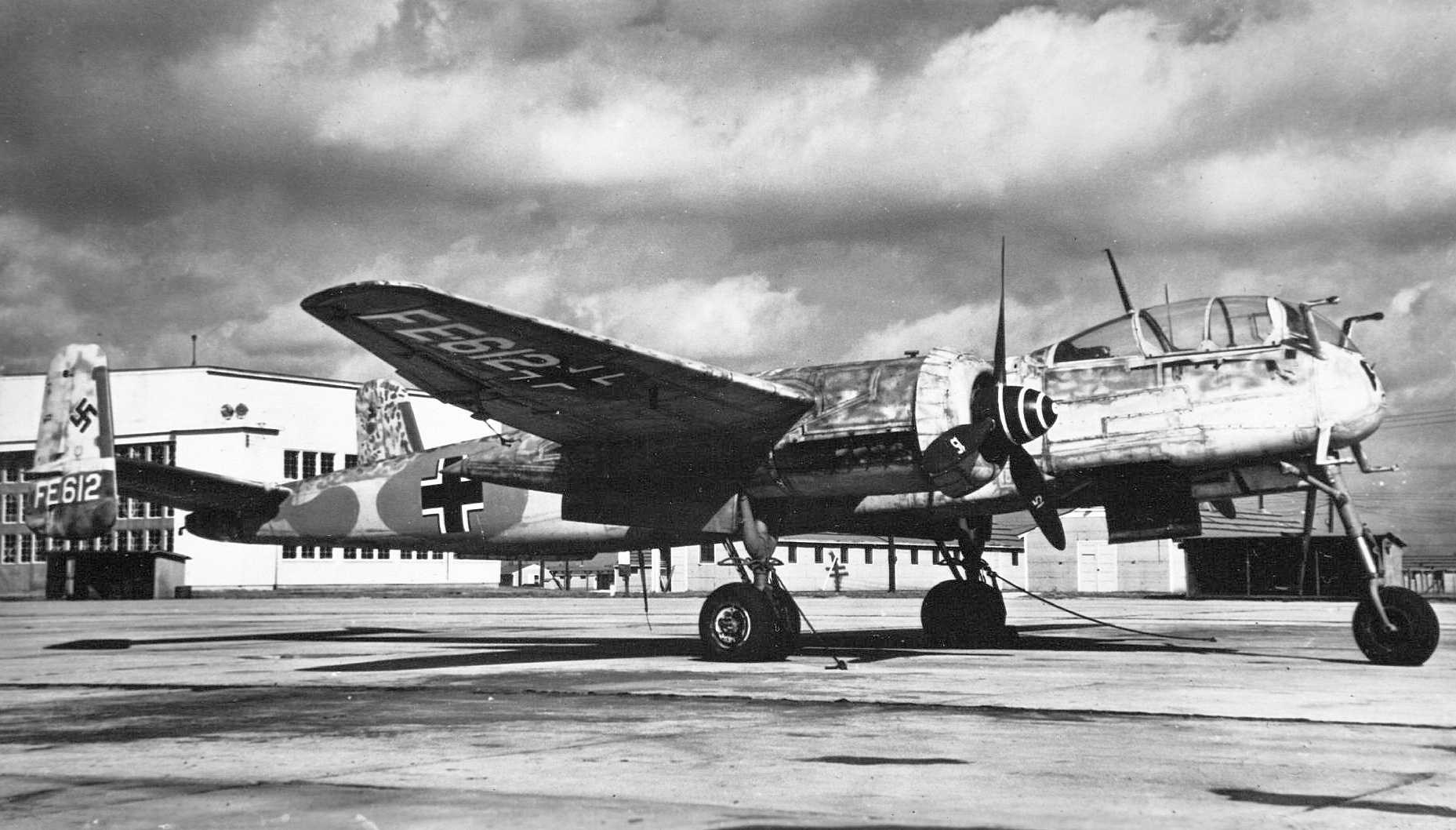
Heinkel He 219

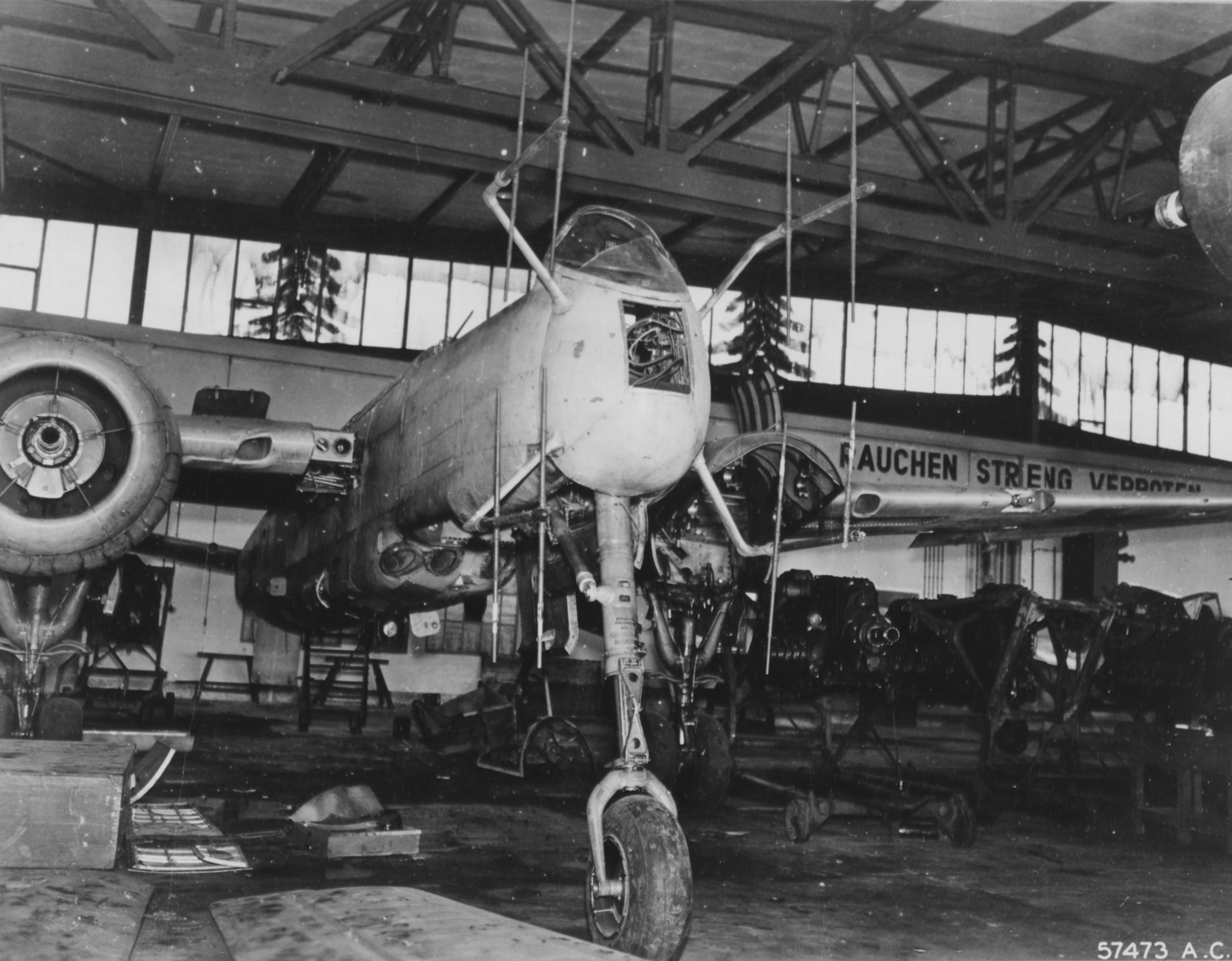
Heinkel He 219

25. března 1943 se uskutečnil komplexnější simulovaný souboj mezi He 219, (pravděpodobně V4 s radarem FuG 212 LichtensteinC-1), pilotovaným gruppenkommandeurem I / NJG 1, majorem Wernerem Streibem a Junkers Ju 88S a Dornierem Do 217N. Dornier se brzy vzdal boje, ale Junkers byl pilotovaný slavným Wiktorem von Lossberg z technického štábu. Přesto jaký byl von Lossberg pilot, musel uznat porážku od He 219, který se od té doby jmenoval „Uhu“ (sova). RLM na výsledek reagovalo zvýšením původní 100ks objednávky na 300 ks. První předsériový He 219A-0 byl dodán koncem května 1943 jako podtyp He 219A-0/R1 a R2, které pod trupem ukrývaly buď 4 kanóny MK 108 nebo 4 MK 103. Obojí byly ráže 30 mm, ale MK 108 byla kompaktní zbraň, vážící 59 kg, oproti MK 103, která vážila 145kg a měla neuvěřitelnou sílu.
Zbraně v křídlech se obvykle skládaly z MG 151/20. Pilot měl ovládací páku s dvěma vidlicemi, částečně, aby mohl používat obě ruce a částečně proto, že obsahovala více spínačů a spouští zbraní. Zbraně byly ovládány pravou rukou, vrchní spoušť pro zbraně v trupu a přední pro zbraně v křídlech. Dalším inovativním prvkem v He 219A-0 byly vystřelovací sedačky pro oba pasažéry použité poprvé na světě. Nad kokpitem se táhla anténa MF rádia na každou ze směrovek, ale to při nouzovém opouštění letadla nepředstavovalo žádný problém. Ve skutečnosti Heinkel předběhl svou dobu, protože už myslel na He 219 poháněné proudovým motorem. To vysvětlovalo i použití příďového podvozku letadla.
První dodávky směřovaly do I / NJG 1 do Venlo na nizozemské hranici, kde se Streib odhodlal ukázat co He 219 dokáže. Tento He 219 měl radar C-1, který nahradil FuG 202 a používal stejné dipólové antény naladěny na frekvenci 490 MHz, s dvěma displeji, které ukazovaly plánovaný a přímý směr. První bojová mise byla provedena samotným Majorem Streibem s navigátorem Unteroffizierem Fischerem v noci z 11. na 12. června 1943 se strojem He 219A-0 s imatrikulací G9 + FB. Mise skončila impozantně pro Uhu, které sestřelilo 5 těžkých bombardérů RAF. Avšak při návratu se Streib zcela spletl při přistávání kvůli zroseným sklům. Vida temná světla na přistávací ploše se na poslední chvíli rozhodl zvednout na plné klapky v příliš vysoké rychlosti, a tak se klapky pod náporem vzduchu obrátily opačně. Letadlo tvrdě dopadlo na plochu a rozbilo se, ale oba muži vyvázli bez škrábnutí.
Když se o tom doslechl Erhard Milch, řekl: "Možná by byl Streib dosáhl stejný počet sestřelů i na kterémkoliv jiném letadle". Ale v dalších dnech tyto nevyzrálé stroje při dalších šesti misích sestřelily 20 bombardérů RAF a z toho 6 typu De Havilland Mosquito. Nikdy předtím se nepodařilo v noci žádné Mosquito zachytit a tento fakt nemohl ignorovat ani Milch. Hlavním problémem bylo, že navzdory montážní lince v Schwechatu a v Rostocku a třetí, která se budovala v Oranienburgu, Heinkelova obrovská síť továren prostě nemohla dodat He 219. Bylo to částečně kvůli obrovskému množství subvariant, z nichž mnohé se setkaly s oficiální kritikou. Také to bylo způsobeno nedostatkem důležitých součástí, hlavně motorů. Zatímco oficiální plán byl 100 strojů měsíčně, ve skutečnosti je nikdy nebylo vyrobeno více než 12 měsíčně.
Do poloviny roku 1944 představitelé RLM měli dost času na to, aby zjistili, že kampaň proti „Uhu“ byla zavádějící. Samotný Milch byl již pryč, výroba byla od té doby pod sérií diktátů od Alberta Speera. Jedním z nich, "Notprogramm" (nouzový program) z 1. listopadu 1944 prakticky zastavil výrobu všech letadel, kromě proudových a jednomotorových stíhaček. Proto se He 219 nevyráběl ve velkých množstvích i když to bylo možné. Letadly He 219 nebyla kromě I / NJG 1 vybavená žádná jednotka, několik se jich sice dostalo i k jiným jednotkám (II / NJG 1, NJGr 10, Erg. / JG 2 a NJSt 'Finnland' a Norwegen), ale šlo jen zanedbatelný počet. Do června 1944 I / NJG 1 měla 20 ks He 219, téměř celou tehdejší produkci typů He 219A-2 a He 219A-5. Tou dobou Mosquita RAF už nesloužily jen jako doprovodné, ale i jako stíhací a tak počty He 219, které se nevrátily ze svých misí prudce narůstaly.
V lednu 1945 I / NJG 1 byla vybavena celkově 64 kusy a celkový počet dodávek všech verzí dosáhl 268, plus asi 20 vývojových strojů, které byly dokončeny přímo polními jednotkami tak, aby vyhovovaly operačnímu standardu a 6 kusů dokončených I / NJG 1 za pomoci náhradních dílů a částí.
Takže, jak by bylo možno posoudit toto kontroverzní letadlo? Není pochyb, že kdyby byl vyvinut dříve a ve více verzích, byl by měl stejný efekt jako například britský Mosquito.[zdroj⁠?!] Množství jednotlivých typů zředilo snahu o sériovou výrobu a opakované selhání firem Daimler-Benz a Junkers dodat motory znemožnily konstrukci vylepšených verzí, které by mohly udržet He 219 na frontě. Názory na toto letadlo se rozcházejí.
Podle Gebhardt Adersa (autora "Geschichte der deutschen Nachtjägd") He 219 nikdy nedosáhl hodnoty uváděné v manuálech. S téměř plnými nádržemi a plnou výzbrojí se nedokázal dostat výše než 8 000 m. S radarem FuG 202 Lichtenstein a tlumičem plamenů se maximální rychlost snížila na 500 km/h v této výšce. Na druhé straně Aders uvádí, že He 219 bylo jediné německé noční stíhací letadlo, které mohlo stoupat i s jedním motorem a dokonce přistát na několik pokusů. Navzdory tomu všemu nejslavnější z testovacích pilotů, kapitán E. M. 'Winkl' Brown, který pilotoval více kořistních He 219, napsal v Air International, že tento typ byl nadhodnocen: "Trpěl tou nejhnusnější vlastností, kterou může dvoumotorové letadlo mít - neměl dostatečný výkon. Tento nedostatek dělal ze startu a přistávání kritický manévr, v případě selhání motoru přistávání s jedním motorem bylo stejně kritické. "
Tyto nedostatky ve výkonech jsou ještě překvapivější pokud si uvědomíme, že Daimler-Benz DB 603 byl největší z 12válcových motorů používaných Luftwaffe, s kubickou kapacitou o 65% větší než Rolls-Royce Merlin. Problém tkvěl v růstu váhy použitých systémů a zařízení se kterými byl UHU naložený, takže typicky He 219A-7 například vážil prázdný více než leckterý noční Junkers Ju 88 a více než plně naložený Mosquito.

## He 219 v Československu
He 219 Uhu byl také vyráběn v Chebu v letecké továrně Eger Flugzeugwerke GmbH. Po ukončení války byly dva letouny He 219 v Československu zrekonstruovány, kde létaly pod označením LB-79. První vzlet takto označeného stroje byl proveden 26. února 1951. Jednalo se o modifikaci He 219A-5 s kódem V-29. Zařazen byl k 51. leteckému pluku s úkolem zajišťovat ostrahu západní hranice. Dislokován byl na letišti v Plzni-Borech. Druhý letoun byl po opravě v Letově s trupovým označením V-34 zalétán v březnu 1951, ale nebyl nikdy kompletně vybaven ani vyzbrojen.

## Varianty
He 219 V-1/V2

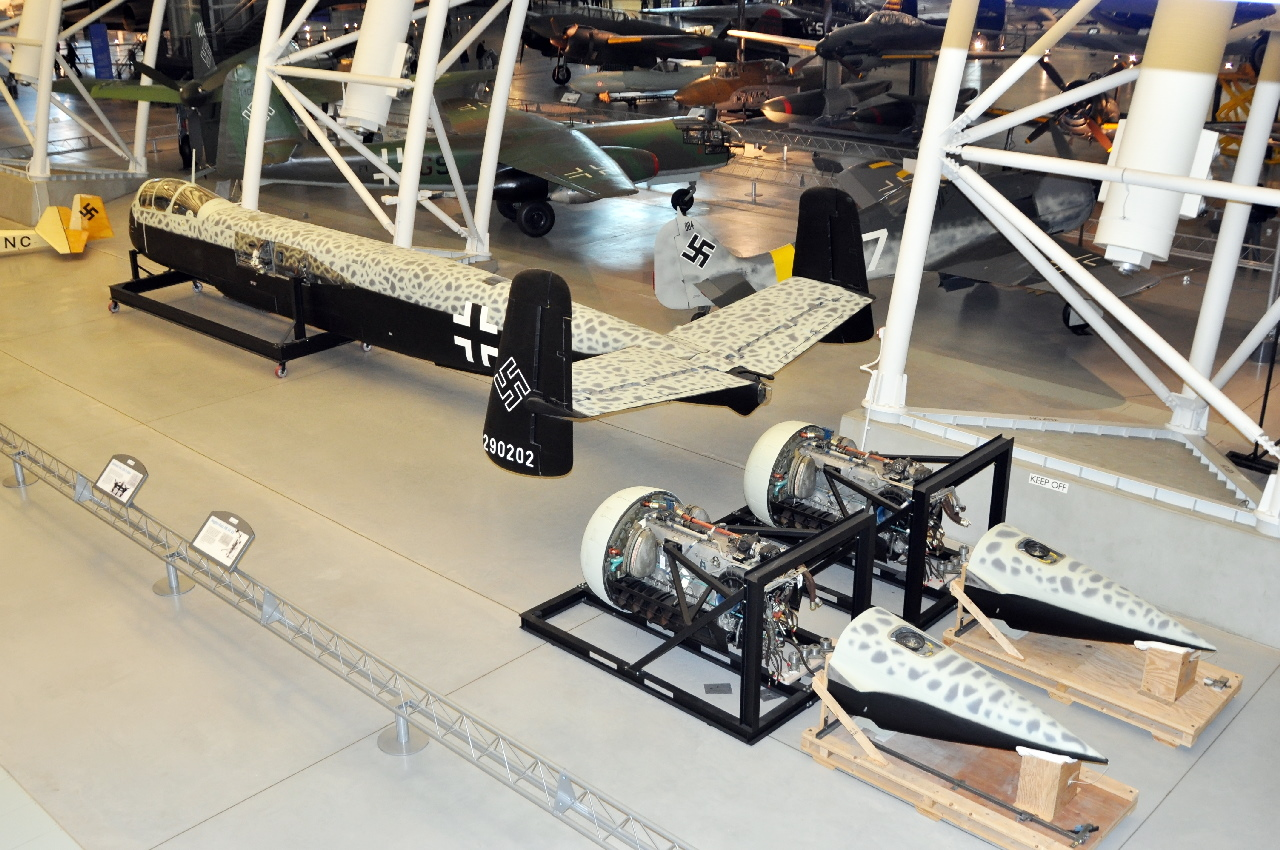
trup Heinkel He 219 A

- První prototyp vybavený motory DB 603A o výkonu 1750 PS; původně neozbrojený, ale později byly přidány dva 20mm kanony MG 151/20 a otočný MG 131 ráže 13 mm - vybavený pro dvě zadní otočné lafety. He 219 V-2 byl druhý prototyp.

He 219 V3/V4/V5/V6
- He 219 V-3 byl prvním strojem s prodlouženým trupem a dutějším ocasem pro zlepšení stability. He 219 V-4 (VG-LX) /V-5 zahrnoval radar FuG 212 Lichtenstein C-1. He 219 V-6 byl ozbrojený šesti 15mm kanony MG 151/15 a lafety byly odstraněny.

He 219 A-0
- Předsériová verze, většinou s motory DB 603A, měla 14 typů výzbroje a přinejmenším jedno vystřelovací sedadlo.

He 219 A-1
- Plánovaná sériová verze s motory DB 603E o výkonu 1800 hp. Postavený jen jeden kus.

He 219 A-2
- První sériová verze, se dvěma sedadly a motory DB 603A s výkonem 1 750 hp. Základní výzbroj tvořily dva kanony MK 108 a čtyři MG 151/20, ale následující R - typy nabízely variace: R1 se šesti MG 151/20; R2 s čtyřmi MK 103 a dvěma MG 151/20; R3 se čtyřmi MK 108 a dvěma MG 151 / 20; R4 s čtyřmi MG 151/20 a dvěma MK 108.

He 219 A-3
- Navrhovaný stíhací bombardér s tříčlennou posádkou a motory DB 603G o výkonu 1 900 hp, ale nepostaveném.

He 219 A-4
- Průzkumný letoun s zvětšeným rozpětím a motory Junkers Jumo 222 - nikdy nepostaven.

He 219 A-5
- Hlavní sériová verze vybavená nejprve motory DB 603A, ale většinou s DB 603E o síle 1 800 hp. Obvyklá výzbroj se skládala z šesti MG 151/20 a dvou MK 108, ale s mnoha R - typy a variacemi. He 219A-5 měl třetí sedadlo se zvýšeným překrytem a otočným MG 131.

He 219 A-7

## Specifikace
Údaje dle

### Technické údaje
- Osádka: 2
- Rozpětí: 18,5 m
- Délka: 15,5 m
- Výška: 4,2 m
- Nosná plocha: 44,5 m²

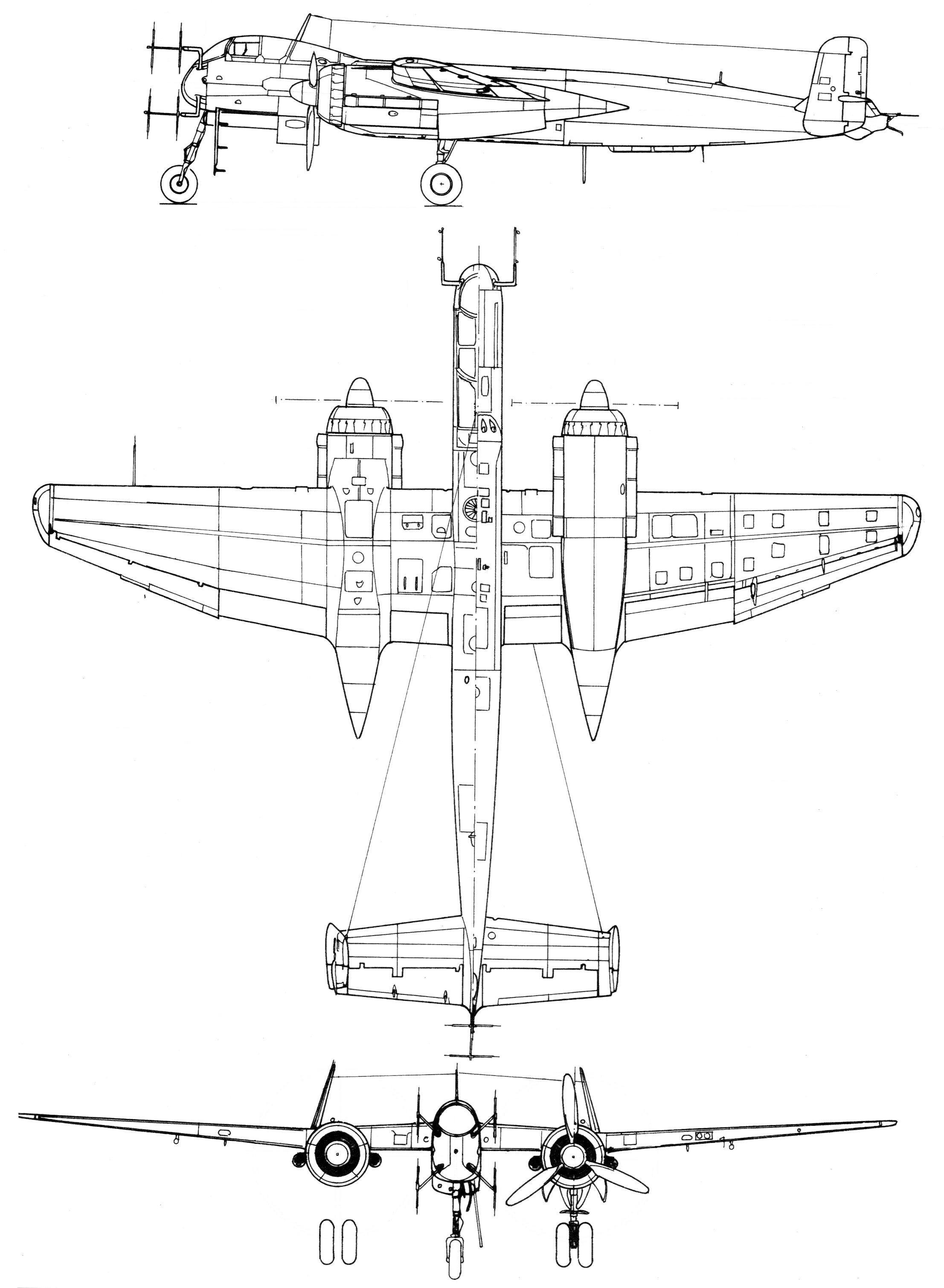
Třípohledový nákres

- Maximální vzletová hmotnost: 14 240 kg
- Pohonná jednotka: 2 × invertní dvanáctiválcový vidlicový motor Daimler-Benz DB 603E
- Výkon pohonné jednotky: 1 800 hp (1 324 kW)

### Výkony
- Maximální rychlost: 670 km/h
- Dostup: 9300 m
- Bojový dolet: 1540 km
- Přeletový dolet: 2148 km

### Výzbroj
- 4 x kanón MG 151 ráže 20 mm
- 2 x kanón MK 108 ráže 30 mm
- 2 x kanón MK 108 (Schräge Musik) nastavený pod úhlem 65° se 100 náboji na zbraň